# العلاقات الإستونية الفنلندية
العلاقات الإستونية الفنلندية هي العلاقات الثنائية التي تجمع بين إستونيا وفنلندا.

## مقارنة بين البلدين
هذه مقارنة عامة ومرجعية للدولتين:
| وجه المقارنة                                              | إستونيا                                                                             | فنلندا                                                                               |
| --------------------------------------------------------- | ----------------------------------------------------------------------------------- | ------------------------------------------------------------------------------------ |
| المساحة (كم2)                                             | 45.34 ألف                                                                           | 338.42 ألف                                                                           |
| عدد السكان (نسمة)                                         | 1.32 مليون                                                                          | 5.52 مليون                                                                           |
| الكثافة السكانية (ن./كم²)                                 | 29.11                                                                               | 16.31                                                                                |
| العاصمة                                                   | تالين                                                                               | هلسنكي                                                                               |
| اللغة الرسمية                                             | اللغة الإستونية                                                                     | اللغة الفنلندية، اللغة السويدية                                                      |
| العملة                                                    | يورو، كرون إستوني، كرون إستوني، المارك الإستوني                                     | يورو، ماركا فنلندية                                                                  |
| الناتج المحلي الإجمالي (بليون دولار)                      | 25.92 مليار                                                                         | 251.88 مليار                                                                         |
| الناتج المحلي الإجمالي (تعادل القوة الشرائية) بليون دولار | 38.11 مليار                                                                         | 231.84 مليار                                                                         |
| الناتج المحلي الإجمالي الاسمي للفرد دولار أمريكي          | 17.79 ألف                                                                           | 42.31 ألف                                                                            |
| الناتج المحلي الإجمالي للفرد دولار أمريكي                 | 28.14 ألف                                                                           | 40.68 ألف                                                                            |
| مؤشر التنمية البشرية                                      | 0.871                                                                               | 0.883                                                                                |
| رمز المكالمات الدولي                                      | +372                                                                                | +358                                                                                 |
| رمز الإنترنت                                              | .ee                                                                                 | .fi                                                                                  |
| المنطقة الزمنية                                           | ت ع م+02:00، ت ع م+03:00، توقيت شرق أوروبا، أوروبا/تالين ‏، توقيت شرق أوروبا الصيفي ‏ | ت ع م+02:00، ت ع م+03:00، أوروبا/هلسنكي ‏، توقيت شرق أوروبا، توقيت شرق أوروبا الصيفي ‏ |

## مدن متوأمة
في ما يلي قائمة باتفاقيات التوأمة بين مدن إستونية وفنلندية:
- ترتبط نارفا مع لاهتي باتفاقية توأمة منذ 1 أكتوبر 2011.
- ترتبط Tartu (urban municipality) [الإنجليزية]‏ مع تامبيري باتفاقية توأمة.[17]
- ترتبط مقاطعة فورو مع Halsua [الإنجليزية]‏ باتفاقية توأمة.
- ترتبط Järva-Jaani Parish [الإنجليزية]‏ مع كوكولا باتفاقية توأمة.
- ترتبط كايلا (مدينة) مع كيرافا باتفاقية توأمة منذ 26 مايو 2012.[18][18][18][18]
- ترتبط فورو (بلدة) مع Laitila [الإنجليزية]‏ باتفاقية توأمة.
- ترتبط Kunda City ‏ مع سينايوكي باتفاقية توأمة منذ 1995.[19][19][19]
- ترتبط Jõgeva Parish [الإنجليزية]‏ مع كآرينا باتفاقية توأمة.[20][20]
- ترتبط Kuusalu Parish [الإنجليزية]‏ مع Sipoo [الإنجليزية]‏ باتفاقية توأمة.
- ترتبط Mustvee City ‏ مع Hämeenkyrö [الإنجليزية]‏ باتفاقية توأمة.
- ترتبط Orissaare [الإنجليزية]‏ مع Leppävirta [الإنجليزية]‏ باتفاقية توأمة.
- ترتبط تالين مع كوتكا باتفاقية توأمة منذ 1993.[21][22][21][22]
- ترتبط Tähtvere Parish [الإنجليزية]‏ مع جوتسا باتفاقية توأمة.
- ترتبط Türi Rural Municipality  [لغات أخرى]‏ مع Kiikala [الإنجليزية]‏ باتفاقية توأمة.[23]
- ترتبط Tartu Rural Municipality  [لغات أخرى]‏ مع يوفاسكولا باتفاقية توأمة.
- ترتبط Väike-Maarja Parish [الإنجليزية]‏ مع Hausjärvi [الإنجليزية]‏ باتفاقية توأمة.
- ترتبط مقاطعة لين-فيرو مع كووبيو باتفاقية توأمة.
- ترتبط فيلياندي مع بورفو باتفاقية توأمة.
- ترتبط سيلاما مع نوكيا باتفاقية توأمة.
- ترتبط Paide (urban municipality) [الإنجليزية]‏ مع هامينا باتفاقية توأمة.[24]
- ترتبط Mõniste Parish [الإنجليزية]‏ مع Kaavi [الإنجليزية]‏ باتفاقية توأمة.
- ترتبط Elva City ‏ مع سالو باتفاقية توأمة.[25][25]
- ترتبط راكفير مع Lapua [الإنجليزية]‏ باتفاقية توأمة منذ 1991.[26][27][28][29]
- ترتبط Jõhvi Parish [الإنجليزية]‏ مع Loimaa [الإنجليزية]‏ باتفاقية توأمة.
- ترتبط Türi Parish [الإنجليزية]‏ مع كاركيلا باتفاقية توأمة.[23][23][23][23]
- ترتبط كوتلا-يارفي مع Outokumpu, Finland [الإنجليزية]‏ باتفاقية توأمة.
- ترتبط Tapa Parish [الإنجليزية]‏ مع Pyhäntä [الإنجليزية]‏ باتفاقية توأمة.
- ترتبط Haapsalu City ‏ مع لوفيسا باتفاقية توأمة.
- ترتبط Kuressaare City ‏ مع ماريهامن باتفاقية توأمة.
- ترتبط Ambla Parish [الإنجليزية]‏ مع كوكولا باتفاقية توأمة.
- ترتبط مدينة بارنو [الإنجليزية]‏ مع فآسا باتفاقية توأمة.[30]
- ترتبط Mõisaküla City  [لغات أخرى]‏ مع ميكيلي باتفاقية توأمة.
- ترتبط Antsla Rural Municipality  [لغات أخرى]‏ مع Perho [الإنجليزية]‏ باتفاقية توأمة.
- ترتبط Haapsalu (urban municipality) [الإنجليزية]‏ مع هانكو باتفاقية توأمة.[31][32][33][34]

## منظمات دولية مشتركة
يشترك البلدان في عضوية مجموعة من المنظمات الدولية، منها:
| علم المنظمة | اسم المنظمة                               | تاريخ انضمام إستونيا | تاريخ انضمام فنلندا |
| ----------- | ----------------------------------------- | -------------------- | ------------------- |
|             | الاتحاد الأوروبي                          | 1 مايو 2004          | 1995                |
|             | وكالة ضمان الاستثمار متعدد الأطراف        | 24 سبتمبر 1992       | 28 ديسمبر 1988      |
|             | منظمة التعاون الاقتصادي والتنمية          | ?                    | 1969                |
|             | الأمم المتحدة                             | 17 سبتمبر 1991       | 14 ديسمبر 1955      |
|             | الوكالة الدولية للطاقة                    | ?                    | ?                   |
|             | الفريق المعني برصد الأرض                  | ?                    | ?                   |
|             | مركز تنسيق الحركة في أوروبا ‏              | ?                    | ?                   |
|             | Nordic Battlegroup ‏                       | ?                    | ?                   |
|             | منظمة حظر الأسلحة الكيميائية              | ?                    | ?                   |
|             | منظمة التجارة العالمية                    | ?                    | 1995                |
|             | منظمة الشرطة الجنائية الدولية             | ?                    | ?                   |
|             | مجلس دول بحر البلطيق                      | ?                    | 1992                |
|             | منظمة الأمن والتعاون في أوروبا            | 10 سبتمبر 1991       | 25 يونيو 1973       |
|             | مؤسسة التنمية الدولية                     | 11 أكتوبر 2008       | 29 ديسمبر 1960      |
|             | يونسكو                                    | 14 أكتوبر 1991       | 10 أكتوبر 1956      |
|             | مجلس أوروبا                               | ?                    | 5 مايو 1989         |
|             | Strategic Airlift Capability ‏             | ?                    | ?                   |
|             | الاتحاد البريدي العالمي                   | ?                    | ?                   |
|             | البنك الدولي للإنشاء والتعمير             | 23 يونيو 1992        | 14 يناير 1948       |
|             | اتفاقية السماوات المفتوحة                 | ?                    | ?                   |
|             | المنظمة الهيدروغرافية الدولية             | ?                    | ?                   |
|             | الاتحاد الدولي للاتصالات                  | 19 مايو 1922         | 1 سبتمبر 1920       |
|             | مؤسسة التمويل الدولية                     | 9 أغسطس 1993         | 20 يوليو 1956       |
|             | المنظمة الأوروبية لسلامة الملاحة الجوية   | 2015                 | 2001                |
|             | المركز الدولي لتسوية المنازعات الاستشارية | 23 يوليو 1992        | 8 فبراير 1969       |
|             | مجموعة أستراليا                           | 2004                 | 1991                |
|             | مجموعة الموردين النوويين                  | ?                    | ?                   |

## أعلام
هذه قائمة لبعض الشخصيات التي تربطها علاقات بالبلدين:
- الاستونيون في فنلندا
- إركي تووميويا (سياسي فنلندي، 1 يوليو 1946 – )
- سوفي أوكسانن (كاتبة فنلندية، 7 يناير 1977[46][47] – )
- لينارت ميري (29 مارس 1929[48][49][50] – 14 مارس 2006[48][49][50])
- ميكائيل جبريل (25 فبراير 1990[51] – )
- هلا فووليوكي (22 يوليو 1886[52] – 2 فبراير 1954[53])

## وصلات خارجية
- موقع وزارة الخارجية الإستونية
- موقع وزارة الخارجية الفنلندية